# 游仙寨
29°27′30″N 121°56′18″E / 29.45833°N 121.93833°E
游仙寨又名赤坎游仙寨遗址，是浙江省象山县爵溪街道的一处明代抗倭遗迹。游仙寨隶属明代爵溪所管辖，始建于明永乐年间，嘉靖三十一年加固，清道光年间废弛。城址依山面海，呈长方形，面向东北。城墙东南、西北面长121米，西南、东北面长156米。西南城墙筑有城门并设有瓮城， 城内有卵石路。游仙寨为象山县境内保存较为完整的明代抗倭兵寨遗址。
1989年12月12日，游仙寨被纳入第三批浙江省文物保护单位。